# Amadou Tidiane Tall
Amadou Tidiane Tall (sinh ngày 22 tháng 6 năm 1975 ở Kadiogo) là một cầu thủ bóng đá người Burkina Faso thi đấu cho Etoile Filante Ouagadougou.
Tall trước đó thi đấu cho USM Blida ở Algerian Championnat National.
Anh là một phần của đội tuyển Burkina Faso tại Cúp bóng đá châu Phi 2004, đứng cuối bảng đấu ở vòng Một, và không thể có mặt ở vòng tứ kết.
- 1998-2003 Etoile Filante Ouagadougou
- 2003-2006 USM Blida
- 2006–nay Etoile Filante Ouagadougou